# Felicia z Roucy
Felicia z Roucy (asi 1060, Barbastro – 3. května 1123, Barcelona) byla aragonská a navarrská královna. Byla dcerou Hilduina IV. z Montdidier a jeho manželky Alice z Roucy. Pocházela z Pikardie.
Felicia se v roce 1076 provdala za tehdejšího aragonského krále Sancho Ramíreze, poté, co se rozvedl se svou první manželkou Isabelou z Urgellu. Jeho nástup na navarrský trůn později toho roku z ní udělal první aragonskou královnu, která byla zároveň navarrskou královnou. Je potvrzeno, že žila ještě krátce před smrtí svého manžela a nyní se má za to, že ho přežila. Předpokládaný následný sňatek Sancha s třetí manželkou, Filipou z Toulouse, který se objevil v pozdější kronice, je nyní považován za chybný.
Felicia a Sancho spolu měli tři děti:
- Ferdinand
- Alfons[3]
- Ramiro[4]